# Laxenburg
Laxenburg je městys v Dolním Rakousku, asi 20 km jižně od Vídně v okrese Mödling na řece Schwechat.

## Sousední obce
- Biedermannsdorf na severu
- Achau severovýchodně
- Münchendorf jihovýchodně
- Guntramsdorf jihozápadně

## Historie

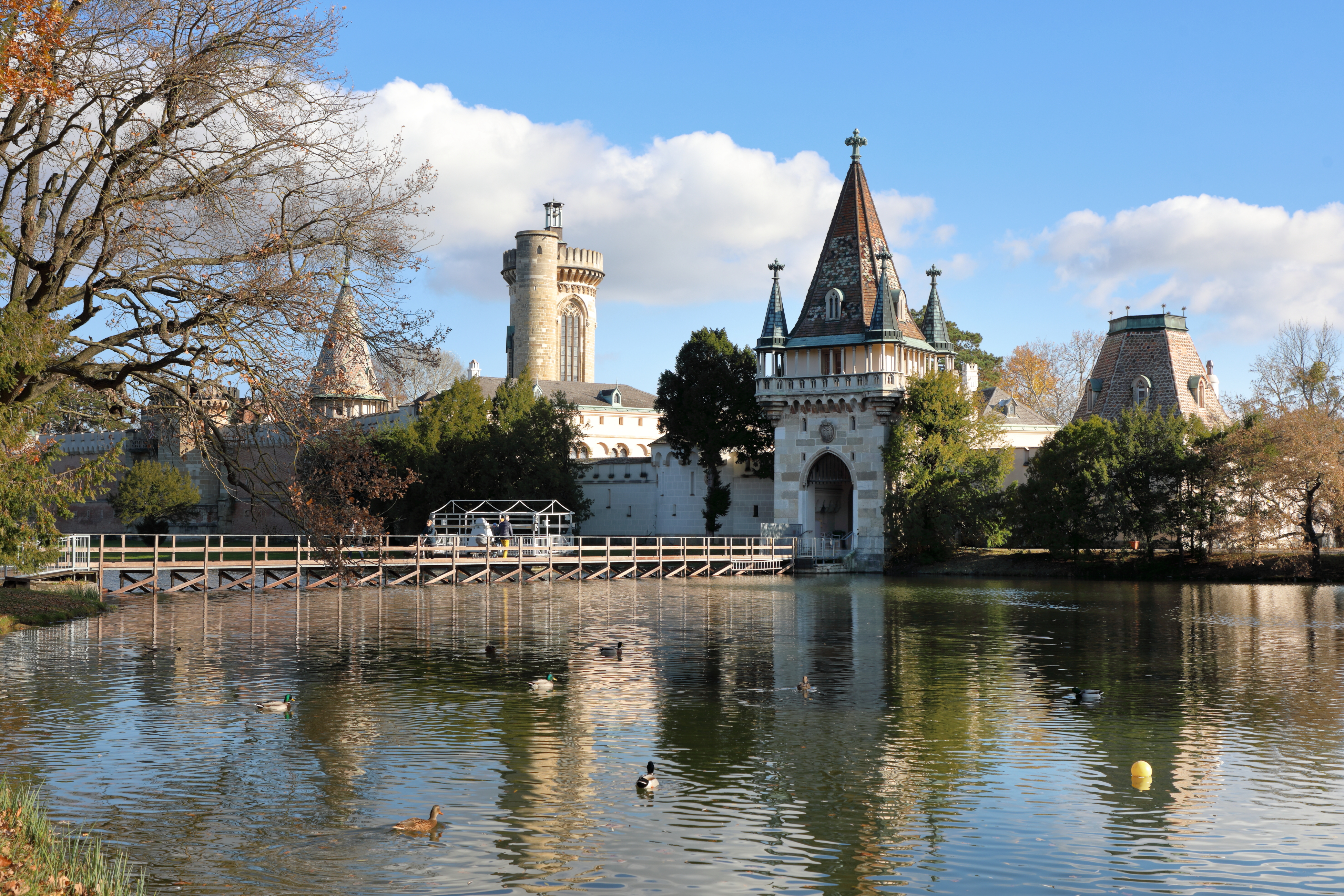
Franzensburský zámek

Laxenburg patřil nejprve vedlejší větvi Babenberků a od roku 1306 Habsburkům. Stal se jejich oblíbeným letním sídlem, a to až do počátku 20. století.
Již ve 14. století tu stál letní lovecký zámeček Altes Schloss, který byl obklopen vodními příkopy. Za Leopolda I. byl v 17. století přestavěn v barokním stylu Lodovicem Burnacinim. V době obléhání Vídně Turky 1683 byl poškozen a později znovu vystavěn.
Blauer Hof (něm. modrý dvůr) postavil v letech 1710-1720 u vchodu do laxenburského parku v barokním stylu architekt Johann Lucas von Hildebrandt pro říšského vicekancléře Friedricha Karla Schönborna. Když ho roku 1762 koupila Marie Terezie, nechala zámek přestavět v rokokovém stylu a přistavěn k němu další kříslo s hodovním sálem a divadlem. Autorem přestavby byl její dvorní architekt Nicolaus Pacassi.
Laxenburský kostel, první stavba na sever od Alp postavená s obloukovitými prvky ve fasádě, kterými se vyznačují črty vrcholného baroka, byl postaven mezi lety 1693 až 1703 Carlem Antoniem Carlonem a konečnou podobu získal až v rozmezí let 1703 – 1724 díky konceptům Matthiase Steinla.
Po roce 1780 byla anglická zahrada přetvořena v anglickém stylu. Po vytvoření několika umělých rybníků byla postavena na vzniklém ostrově napodobenina středověkého hradu Franzensburg, pojmenovaná podle prvního rakouského císaře Františka I.
Začátkem roku 1849 byl Laxenburg zařazen do dosud existující politické správy, v roce 1919 převzalo válkou zničený zámek i s přiléhajícím parkem pod svoji správu město Vídeň.
Po anšlusu Rakouska v roce 1938 byla obec podřazena pod politickou správu ve Vídni, do rukou Dolního Rakouska se vrátila již o pár let později (v roce 1954.
Od roku 1975 působí ve městě mimovládní výzkumná organizace Mezinárodní institut pro aplikovanou systémovou analýzu, známé taky pod zkratkou IIASA.

### Vývoj počtu obyvatel

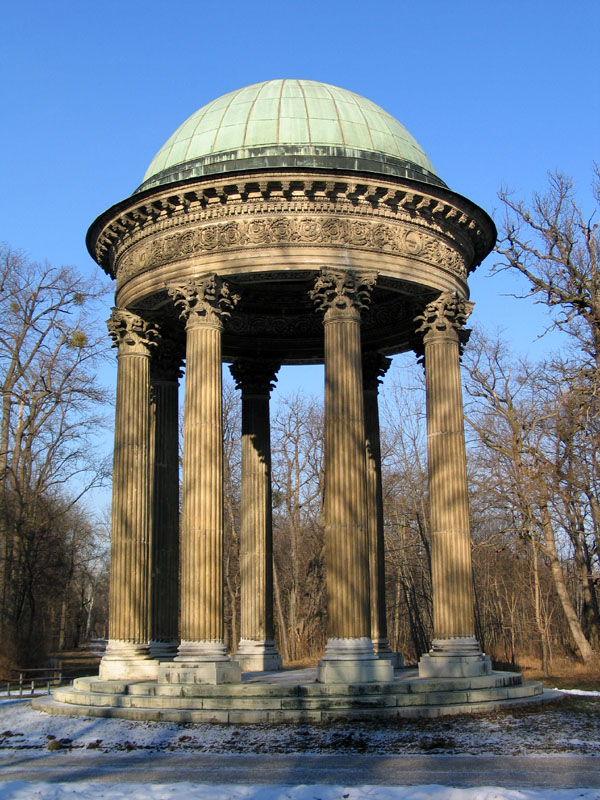
Chrám Concordia

| Vývoj počtu obyvatel dle Statistik Austria | Vývoj počtu obyvatel dle Statistik Austria |
| Rok                                        | Obyvatel                                   |
| ------------------------------------------ | ------------------------------------------ |
| 1971                                       | 1 353                                      |
| 1981                                       | 1 861                                      |
| 1991                                       | 2 605                                      |
| 2001                                       | 2 736                                      |
| 2009                                       | 2 702                                      |
| 2016                                       | 2 859                                      |

## Pamětihodnosti
K území zámeckého parku patří také tzv. Starý zámek (Alte Schloss – sídlo Rakouského filmového archivu), Dianin chrám (Zelený letohrádek), Löwenbrücke, zřícenina Domu rozmarů, rytířská hrobka a rytířský sál, Franzensburský zámek, gotický most, a chrám Concordia postavený ve klasicistickém stylu Josefem Alexandrem Morellim.

## Osobnosti obce
- Johann Natterer (1787 – 1843), rakouský zoolog
- Gisela Habsbursko-Lotrinská (1856 – 1932), dcera Františka Josefa I. a císařovny Alžběty Bavorské
- Korunní princ Rudolf (1858 – 1889), syn Františka Josefa I. a císařovny Alžběty Bavorské
- Alžběta Marie Rakouská (1883 – 1963), dcera korunního prince Rudolfa
- Eduard Hartmann (1904-1966) – rakouský politik (ÖVP), 1965–1966 zemský hejtman Dolních Rakous

## Politika
Starostou městyse je Robert Dienst ÖVP. Vedoucí kanceláře Ilse Emminger.
V obecním zastupitelstvu je 21 křesel. Po volbách v roce 2005 byla rozdělena podle získaných mandátů:
- ÖVP 14
- SPÖ 3
- Zelení 3
- FPÖ 1

## Partnerská města
- Gödöllő, Maďarsko

## Spolky
V místě je bohatá nabídka sdružování v organizacích.
- Fußballklub FC Laxenburg
- Sbor dobrovolných hasičů
- Rakouské pomocné zařízení
- Katolická mládež
- Kultura & Muzejní spolek
- Kulturní spolek Starý Laxenburg
- Opel extrémní tým